# Rupanin
Rupanin este o arie protejată (arie specială de conservare — SAC, sit de importanță comunitară — SCI) din Austria întinsă pe o suprafață de 144,07 ha, integral pe uscat.

## Localizare
Centrul sitului Rupanin este situat la coordonatele 47°12′56″N 13°37′18″E / 47.2156°N 13.6216°E.

## Înființare
Situl Rupanin a fost declarat sit de importanță comunitară în iunie 2015 pentru a proteja un număr necunoscut de specii din flora spontană și fauna sălbatică aflate în arealul zonei. Situl a fost protejat și ca arie specială de conservare în iulie 2017.

## Biodiversitate
Situată în ecoregiunea alpină, aria protejată conține 3 habitate naturale: Pajiști boreale și alpine pe substrat silicios, Formațiuni pioniere alpine de Caricion bicoloris-atrofuscae, Grohotișuri silicioase de la nivelul montan până la nivelul zăpezii (Androsacetalia alpinae și Galeopsietalia ladani).
La baza desemnării sitului se află un număr nedeclarat de specii protejate.